# Altgermànic superior
L'altgermànic superior, també anomenat alt alemany superior (alemany:  Oberdeutsch (?·pàg.) ) és una família de l'alt alemany parlat principalment al sud de la regió germanòfona. El del sud àrea que parla alemanya (Sprachraum).

## Classificació lingüística
L'alt alemany superior pot classificar-se generalment com alamànic o bavarès. Tanmateix, el dialecte alt franconi, parlat per sobre l'isoglossa de la línia d'Espira, també es considera part de l'alt alemany superior, tot i que és una qüestió oberta, ja que alguns el classifiquen com alemany central, ja que tenen traces de tots dos i normalment es descriu com una zona de transició. El mateix passa amb l'erzgebirgisch, normalment classificat com a alt saxó en termes geogràfics però proper al franconi oriental, especialment en els seus dialectes occidentals.

- Alamànic (alemany: Alemannisch, parlat en l'estat alemany de Baden-Württemberg, en la regió bavaresa de Suàbia, a Suïssa, Liechtenstein, a l'estat austríac de Vorarlberg i a l'Alsàcia, França)
  - Suabi (Schwäbisch, parlat majoritàriament a Suàbia)
  - Baix alamànic (Niederalemannisch)
    - Alsacià (Elsässisch, parlat a Alsàcia, França)
    - Alemán Coloniero, parlat a Colonia Tovar, Veneçuela)
    - Baselès (baselès: Baslerdüütsch, en alemany: Baseldeutsch)

  - Alt alamànic (Hochalemannisch)
    - Bernès (bernès: Bärndütsch, alemany: Berndeutsch)
    - Zuriquès (zuriquès: Züritüütsch, alemany: Zürichdeutsch)

  - Alamànic superior (Höchstalemannisch)
    - Walser (Walserdeutsch) o Walliser (Wallisertitsch, alemany: Walliserdeutsch parlat en el cantó de Valais de Suïssa)
- Bavarès (bavarès: Boarische Språch, alemany: Bairisch, parlat en l'estat alemany de Bavaria, a Àustria, i al Tirol del Sud, Itàlia)
  - Bavarès del nord (bavarès: Nordboarisch, alemany: Nordboarisch, parlat principalment a la regió de l'Alt Palatinat)
  - Bavarès central (bavarès: Mittelboarisch, alemany: Mittelboarisch, parlat principalment en l'Alta Bavària, Baixa Bavària, a Salzburg i l'Alta Àustria i Baixa Àustria).
    - Vienès (alemany: Wienerisch, parlat a Viena i parts de Baixa Àustria)

  - Bavarès del sud (bavarès: Südboarisch, alemany: Südboarisch, parlat principalment en els estats austríacs del Tirol, Caríntia i Estíria, així com al Tirol del Sud, a Itàlia)
    - Gottscheerès o Granès (gottscheerès: Göttscheabarisch, alemany: Gottscheerisch, eslovè: kočevarščina, parlat a Gottschee, Eslovènia, gairebé extint)

  - Cimbrià (cimbrià: Zimbar, alemany: Tzimbrisch, italià: lingua cimbra, parlat a les Sette Comuni al Vèneto, i al voltant de Luserna (Luzern) i el Trentino, Itàlia.
  - Mòcheno (mòcheno: Bersntoler sproch, italià: lingua mòchena, alemany: Fersentalerisch, parlat a la vall dels Mocheni, Trentino, a Itàlia)
  - Hutterita (alemany: Hutterisch, parlat al Canadà i als Estats Units)
- Alt Franconi (alemany: Hochfränkisch, parlat a la regió bavaresa de Francònia, així com en les regions adjacents al nord de Baden-Württemberg i al sud de Turíngia).
  - Franconi oriental (alemany: Ostfränkisch, coloquialment, només Fränkisch)
    - Franconi del Main (alemany: Mainfränkisch, principalment parlat a la Francònia Bavaresa i a l'àrea de Main-Tauber a Baden-Württemberg, així com a la regió de Rennsteig, al sud de Turíngia)
      - Itzès (alemany: Itzgründisch, parlat a la vall d'Itz)

    - Vogtlandès (alemany: Vogtländisch, parlat a Vogtland, Saxònia)

  - Franconi meridional (alemany: Südfränkisch, a la regió de Heilbronn-Franken, al nord de Baden-Württemberg)